# Sieczkowe Turnie
Die Sieczkowe Turnie sind ein Bergmassiv in der polnischen Hohen Tatra in der Woiwodschaft Kleinpolen  mit einer Maximalhöhe von 2220 m n.p.m. im Skrajna Sieczkowa Turnia. Über den Kamm des Massivs verläuft die Grenze zwischen den Gemeinden Bukowina Tatrzańska (Ortsteil Brzegi) im Osten und Zakopane im Westen.

## Lage und Umgebung
Unterhalb des Massivs liegen die Täler Dolina Buczynowa (K) und Dolina Czarna Gąsienicowa. Das Massiv grenzt über den Bergpass Zadnia Sieczkowa Przełączka an das Massiv des Kozi Wierch im Süden und an das Massiv der Granaty im Norden über den Bergpass Sieczkowa Szczerba.
Der Kamm des Massivs verläuft vom Bergpass Krzyżne zur Alm Palenica Białczańska wie folgt:
- Gipfel Zadnia Sieczkowa Turnia, 2220 m
- Bergpass Wyżnie Sieczkowe Siodełko, 2215 m
- Gipfel Skrajna Sieczkowa Turnia, 2220 m
- Bergpass Niżnie Sieczkowe Siodełko, 2195 m
- Gipfel Pośrednia Sieczkowa Turnia, 2205 m

## Etymologie
Der Name Sieczkowe Turnie lässt sich als Sieczkowe Türme übersetzen.

## Flora und Fauna
Die Waldgrenze liegt bei 1600 Höhenmeter. Die Sieczkowe Turnie sind Rückzugsgebiet für Gämsen und Murmeltiere. 

## Tourismus
Über den Bergkamm der Sieczkowe Turnie verläuft der Höhenweg Orla Perć.

## Belege
- Zofia Radwańska-Paryska, Witold Henryk Paryski: Wielka encyklopedia tatrzańska. Poronin, Wyd. Górskie, 2004, ISBN 83-7104-009-1.
- Tatry Wysokie słowackie i polskie. Mapa turystyczna 1:25.000, Warszawa, 2005/06, Polkart, ISBN 83-87873-26-8.